# Дик, Пётр Гергардович
Пётр Гергардович Дик (1 января 1939, Глядень, Алтайский край — 14 августа 2002, Ворпсведе, Германия) — советский художник-график; член Союза художников России (1977), народный художник России (1999).

## Биография
Родился 1 января 1939 года в селе Глядень, в Благовещенском районе Алтайского края в исторически сложившемся немецком поселении.
В 1962 году окончил Свердловское художественное училище им. И. Д. Шадра, а в 1973 году Московское высшее художественно-промышленное училище.
Дети: Александр 1965 г.р. Оставлен на попечение бабушки.
С конца 1960-х годов жил во Владимире. Работал в оригинальная технике — пастель и уголь по наждачной бумаге.
В 1991 году присвоено звание заслуженный художник РСФСР, а в 1999 году — народного художника России, а в 2001 году был удостоен российско-германской премии в области культуры.
Скончался скоропостижно 14 августа 2002 года в городе Ворпсведе, в Германии, накануне открытия своей персональной выставки. Похоронен во Владимире.

## Творчество
«Художник приобщает нас к мысли, что за простым всегда стоит сложное, за формой таятся неведомые энергии, одно проникает в другое. Структура работ такова, что уже сама по себе намекает на проникновение в суть явлений, за внешним угадывая внутреннее и сокровенное. В этом Петр Дик идет по дороге большого русского искусства, по дороге иконописи, Врубеля, Малевича (о его работах 1920-х годов тут есть некоторые вольные напоминания). Он — из числа духовидцев, пророков, учителей».

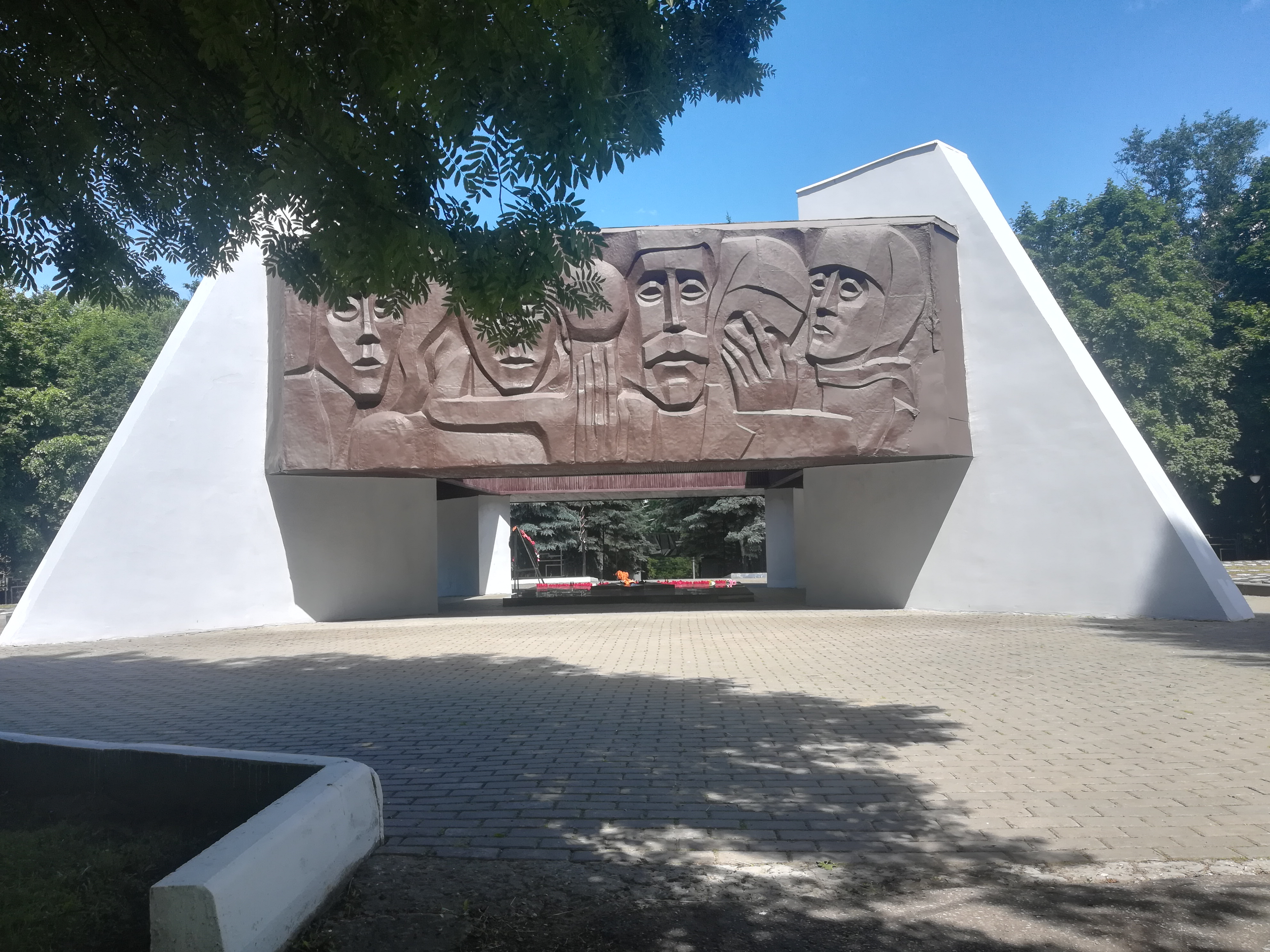
Мемориал павшим в Великой Отечественной войне. Воздвигнут на Князь-Владимирском кладбище во Владимире. 1975. С В. П. Дынниковым, архитекторами В. И. Новиковым и В. С. Режепой

С 1992 года работы художника экспонируются в Дюссельдорфе, Берлине, Мюнхене, Санкт Аугустине, Гамбурге, Поммерсфельдене и Нюрнберге, а в Эрлангене состоялись четыре его персональные выставки. Работы художника приобретены Баварским государственным фондом художественных коллекций в Мюнхене.
Произведения художника находятся в собраниях Третьяковской галереи, Русского музея, Владимиро-Суздальского историко-архитектурного художественного музея-заповедника, музеев Новосибирска, Омска, Орла, Твери, Тулы, Тюмени, в коллекции редакции журнала «Наше наследие», в частных собраниях в России и за рубежом.